# Moriarty the Patriot
Moriarty the Patriot (japanisch 憂国のモリアーティ, Yūkoku no Moriarty) ist eine Mangaserie von Autor Ryosuke Takeuchi und Zeichnerin Hikaru Miyoshi, die seit 2016 in Japan erscheint. Die Kriminalgeschichte ist angelehnt an die Geschichten von Sherlock Holmes und dessen Gegenspieler Professor Moriarty.

## Inhalt
Die Serie erzählt vom Adeligen William James Moriarty, der als Professor für Mathematik lehrt, im Geheimen aber zusammen mit seinen Brüdern Albert und Louis Verbrechen plant und durchführt. Mit diesen hilft er Menschen unterer Klassen, die im England seiner Zeit von den Adeligen oft ausgebeutet und misshandelt werden. So gewinnen er und seine Brüder meist Kenntnis vom Machtmissbrauch eines Adeligen, bringen mehr darüber in Erfahrung und nehmen dann Kontakt mit dem Opfer auf. Diesem ermöglichen sie dann, Rache zu nehmen, indem sie den Adeligen töten. Moriarty plant die Morde stets so, dass kein Verdacht auf die Täter fallen kann. Er und sein jüngerer Bruder Louis waren selbst einmal Waisenkinder, ehe sie von Alberts Familie adoptiert wurden. Der spätere William Moriarty war damals schon herausragend klug und gebildet, hatte aber auch längst den Plan gefasst, jeden der grausamen Adeligen in England zu töten, um ein besseres Land zu schaffen. Da Albert schon lange von der Überheblichkeit der Aristokraten angeekelt war und ihn die Vision seines Adoptivbruders faszinierte, brachte er mit dessen Hilfe seine Familie um. Von da an lebten die drei als Brüder und Erben der Familie Moriarty und verfolgen ihren nun gemeinsamen Plan, alle bösen Aristokraten zu töten und den unterdrückten niederen Klassen zu helfen.

## Veröffentlichung
Der Manga erscheint seit August 2016 im Magazin Jump Square beim Verlag Shūeisha. Dieser bringt die Kapitel auch gesammelt in bisher 19 Bänden heraus, von denen der erste im November 2016 herauskam. Dieser verkaufte sich in zwei Wochen über 35.000 Mal. Der siebte Band erreichte in der gleichen Zeit 80.000 verkaufte Exemplare.
Eine deutsche Übersetzung der Serie erscheint seit Oktober 2018 bei Carlsen Manga in bisher 19 Bänden (Stand: Mai 2024). Der deutsche Text stammt von Gandalf Bartholomäus. Bei Viz Media wird eine englische Fassung veröffentlicht und bei Planet Mangá eine portugiesische.
Ein Ableger-Manga mit dem Titel Moriarty the Patriot: The Remains erschien von März 2023 bis Juli 2024 im Jump Square. Die Kapitel wurden auch gesammelt in drei Bänden veröffentlicht. Auf Deutsch erscheint die Reihe seit November 2024 bei Carlsen Manga in bisher zwei Bänden (Stand April 2025).

## Anime-Adaption
Beim Studio Production I.G entstand 2020 eine Adaption des Mangas als Anime für das japanische Fernsehen. Hauptautoren waren Go Zappa und Taku Kishimoto, Regie führte Kazuya Nomura. Das Charakterdesign wurde entworfen von Tōru Ōkubo, der auch die Animationsarbeiten leitete, und die künstlerische Leitung lag bei Yoshio Tanioka. Insgesamt sollen 24 Folgen mit je 25 Minuten Laufzeit entstehen.
Die Serie wird seit dem 11. Oktober 2020 von den Sendern MBS, BS11 und Tokyo MX in Japan gezeigt. Auf der Plattform Wakanim wird der Anime international per Streaming veröffentlicht, unter anderem mit deutschen, französischen, russischen und englischen Untertiteln. Funimation Entertainment lizenzierte die Serie für die Vereinigten Staaten und AnimeLab zeigt sie online in Australien und Neuseeland.

### Synchronisation
| Rollen                 | japanische Sprecher (Seiyū) |
| ---------------------- | --------------------------- |
| William James Moriarty | Sōma Saitō                  |
| Louis James Moriarty   | Chiaki Kobayashi            |
| Albert James Moriarty  | Takuya Satō                 |
| Sebastian Moran        | Satoshi Hino                |
| Sherlock Holmes        | Makoto Furukawa             |
| John H. Watson         | Yūki Ono                    |

### Musik
Die Musik der Serie wurde komponiert von Asami Tachibana. Das Vorspannlied ist Dying Wish von Tasuku Hatanaka und für den Abspann verwendete man das Lied Alphavon Stereo Dive Foundation.

## Musicals
Der Manga wurde zweimal als Musical umgesetzt. Das erste wurde im Mai 2019 in Tokio und Osaka gezeigt. Ein zweites Bühnenstück folgte im Juli und August 2020.